# Carex typhina
Carex typhina är en halvgräsart som beskrevs av André Michaux. Carex typhina ingår i släktet starrar, och familjen halvgräs. Inga underarter finns listade i Catalogue of Life.